# Melbærris
Melbærris er en slægt med ca. 60 arter, som er udbredt cirkumpolart i Europa, Asien og Nordamerika. Det er flerårige, træagtige planter, som har vækstformer lige fra krybende dværgbuske til små træer. De fleste er stedsegrønne med spredtstillede blade, der er ovale eller omvendt ægformede med hel rand. Blomsterne er samlet i små stande med 2-20 enkeltblomster. De enkelte blomster er klokkeformede med hvide eller lyserøde kronblade. Frugterne er bær med mange, små frø.
Her beskrives kun den ene art, som er vildtvoksende i Danmark.
| Beskrevne arter |

- Hede-Melbærris (Arctostaphylos uva-ursi)

| Andre arter |

- Arctostaphylos alpina
- Arctostaphylos canescens
- Arctostaphylos columbiana
- Arctostaphylos confertiflora
- Arctostaphylos densiflora
- Arctostaphylos glandulosa
- Arctostaphylos glauca
- Arctostaphylos hookeri
- Arctostaphylos imbricata
- Arctostaphylos manzanita
- Arctostaphylos montereyensis
- Arctostaphylos morroensis
- Arctostaphylos myrtifolia
- Arctostaphylos nevadensis
- Arctostaphylos nummularia
- Arctostaphylos pallida
- Arctostaphylos patula
- Arctostaphylos pumila
- Arctostaphylos pungens
- Arctostaphylos tomentosa
- Arctostaphylos viscida[1]

Note
1. ↑  GRIN: Species Records of * Arctostaphylos (Webside ikke længere tilgængelig)